# ماتيلدا الثانية (كونتيسة بولوني)
ماتيلدا الثانية (1202 - يناير 1260) هي كونتيسة بولوني وأيضا أصبحت ملكة البرتغال بعد وصول زوجها الثاني أفونسو الثالث إلى العرش، هي ابنة رينو، كونت دامارتين وإيدا، كونتيسة بولوني، خلفت ماتيلدا والدتها في الكونتية في 1216، وهي حفيدة ستيفن ملك إنجلترا.

## الزواج الأول
في 1223 تزوجت ماتيلدا من فيليب، كونت كليرمون ابن الغير الشرعي لـ فيليب الثاني ملك فرنسا، وأصبح معها حاكم مشترك في بولوني وأومال ودامارتين ومورتين، كان هناك خلاف عميق بين الكونت فيليب وبلانش من قشتالة زوجة شقيقه بعد وفاة لويس الثامن في 1226.

## الزواج الثاني
وبعد وفاة الكونت فيليب في 1234، حكمت ماتيلدا أراضيها لمدة ثلاثة سنوات وهي غير متزوجة، ومن ثم تزوجت من إنفانتي أفونسو من البرتغال، كان ترتيبه الثاني على خط خلافة العرش البرتغالي، كان شقيق الملك سانشو الثاني، زوجها أصبح ملكاً في 1248، ومن هذه النقطة تخلى عن حقوقه في بولوني.
عام 1258 اتهمت ماتيلدا أفونسو بـ تعدد الزوجات، بعد زواجه بياتريس من قشتالة، البابا ألكسندر عارض ذلك بشدة، ومع ذلك استمر الزوجان في العيش معا حتى بعد وفاة ماتيلدا على الرغم من احتجاجات البابا.

## حياتها في وقت لاحق
كان لديها ابن ابنة من الكونت فيليب، ومع ذلك مع يكون لديها أبناء على قيد الحياة من أفونسو، ومع ذلك يعتبر العقم هو سبب الحقيقي وراء طلاقها في 1253، ظلت ماتيلدا في بولوني ولم يسمح لها لتتبع زوجها إلى البرتغال.
يقال أن ابنها تخلى عن حقه وذهب إلى إنجلترا، لأسباب غير معروفة، ومع ذلك توفي لم يترك وريث خلفه، ابنتها كانت متزوجة من لورد شايتون-مونتجاي، وحتى هي أُخرى توفيت لم ترك وريث.

## الكونتية بعد وفاتها
بعد وفاته في 1260 تم تمرير الكونتية إلى أديلايد من برابانت ابنة عمتها ماتيلدا من بولوني زوجة هنري الأول دوق برابانت.
في ذاك الوقت كانت أديلايد أرملة وليام العاشر كونت أوفيرن، ابنهما روبرت خلف والدته، بعد حكم الكونتية ثلاثة سنوات، وحكم الكونتيتين معا، وأيضا فعل ورثته ذلك حتى وصلت إلى كاترين دي ميديشي، ملكة فرنسا.